# Choi Doo-sun
Choi Doo-sun (koreanisch 최두선, * 1. November 1894; † 9. September 1974 in Seoul) war ein südkoreanischer Politiker, der vom 17. Dezember 1963 bis zum 10. Mai 1964 Premierminister der Dritten Republik war.

## Leben
Nach seinem Schulabschluss ging Choi Doo-sun 1917 nach Japan, wo er einen Bachelor-Abschluss an der Waseda-Universität erwarb. Erste internationale Erfahrungen sammelte er bei einem Treffen des koreanischen Sportverbands (조선체육회) 1922 ging er nach Deutschland, wo er in Marburg, Jena und Berlin studierte.
Nach der Befreiung Koreas wurde Choi 1947 Präsident des Zeitungsverlags Dong-a Ilbo. Obwohl Choi Doo-sun dem Regime unter Park Chung-hee zunächst kritisch gegenüberstand, wurde er aufgrund seines politischen Engagements am 17. Dezember 1963 zum Premierminister Südkoreas ernannt. Am 10. Mai 1964 musste er allerdings wegen seiner Stellung zu den diplomatischen Beziehungen Japans zurücktreten. Weil er sich jedoch nicht der Opposition anschließen wollte, widmete er sich der Literatur. 1971 wurde er zum Präsidenten des koreanischen Roten Kreuzes ernannt.